# Gói
Em hebraico moderno e iídiche, goy (do hebraico  גוי : plural גויים , translit. goyim) é um termo para um gentio, um não-judeu. Através do iídiche, a palavra foi adotada para demais línguas também para significar gentio, às vezes com um sentido pejorativo. Como uma palavra usada principalmente por judeus para descrever não-judeus, é um termo para o exogrupo étnico e às vezes é comparado a termos semelhantes em outras culturas, como o japonês Gaijin ou o árabe Ajam.
Na Torá (Pentateuco), as palavras goy e goyim aparecem cerca de 572 vezes em referência aos israelitas e às nações gentias.

## No hebraico bíblico

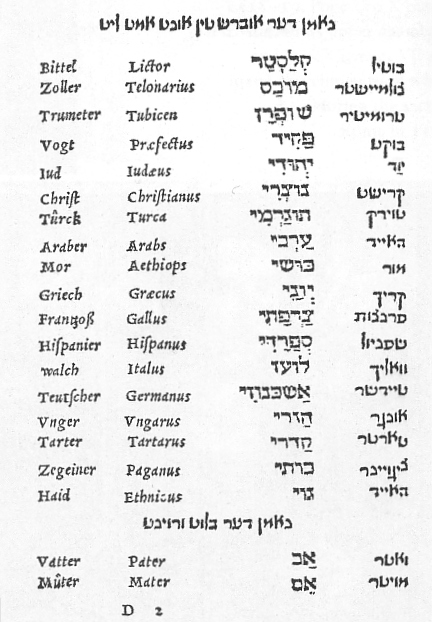
Uma página do dicionário Iídiche-Hebraico-Latim-Alemão de Elias Levita (século 16) contém uma lista de nações, incluindo a palavra "גוי", traduzida para o latim como "Ethnicus".

A primeira utilização registrada de goy ocorre em Gênesis 10:5 e aplica-se inofensivamente às nações não-israelitas. A primeira menção em relação aos israelitas está em Gênesis 12:2, quando Deus promete a Abraão que seus descendentes formariam uma goy gadol ("grande nação").  Em uma ocasião, o povo judeu é relacionado como um goy kadosh, uma "nação santa". Enquanto os primeiros livros da Bíblia hebraica geralmente usam goy para descrever os israelitas, os posteriores tentem a aplicar o termo a outras nações.
Segundo a Halachá (do hebraico:  הלכה : ou lei judaica) um judeu não se torna um não judeu (ou Goy), mesmo que se converta para outra religião, ou que renegue as leis do seu povo, ou que não creia mais em Deus. O judeu mesmo não praticando nada de sua crença, fé ou costumes, não deixa de ser um judeu.
Algumas traduções bíblicas deixam a palavra Goim não transliterada e tratam-na como um nome próprio de país em Gênesis 14:1. Comentários bíblicos sugerem que o termo poderia se referir a Guti. O "Rei de Goim" era Tidal.

## Antissemitismo
De acordo com a Southern Poverty Law Center, extremistas de direita usam, ironicamente, o termo "gói" para se referirem a si mesmos, em referência às teorias da conspiração sobre os judeus.
Em 2019, Kyle Chapman, também conhecido como Alt-Knight e também Based Stickman, tentou renomear o grupo Proud Boys para Proud Goys.